# Вучкове
Вучкове — село в Україні, у Закарпатській області, Міжгірській селищній громаді.

## Географія
На Міжгірщині серед чудової карпатської природи на висоті 359 метрів розмістилося с. Вучкове.
Якщо споглядати з тутешніх вершин на село, то воно наче втиснуте поміж гірських хребтів.

## Історія
У національному музеї Угорщини зберігається Вучківське Євангеліє 16 століття.
Перші згадки про Вучкове датуються ще далеким 1548 роком, коли тут було тільки декілька десятків хат. Сьогодні ж це повноцінне гірське село з 9-річною та початковою школами, клубом із залом на 140 місць, бібліотекою й кількома магазинами.

## Пам'ятки
Серед цікавих особливостей Вучкового пам'ятник бджолі, мінеральне джерело, гейзер та найдовший у Міжгірському районі міст (91,3 м). Хизуються мешканці Вучкового й найдовшим — 91-метровим — на Міжгірщині мостом. Хоч його й будували — через нестачу коштів — цілих 5 років (на місці старого, пошкодженого повінню), зведений він, сподіваються закарпатці, на віки. Розташований міст якраз на тому місці, де колись пролягав знаменитий «соляний шлях» до шандрівських соляних покладів на території сучасного села Олександрівка Хустського району. Раніше, коли через річку не було ніякого моста, переправа здійснювалася човнами. Перший міст був збудований 1870 року. Попередній міст, залізо-бетонний, простояв 45 років.
Пам'ятник бджолі було встановлено у 2006 році на території пасічницького господарства, майже в самому центрі села. Присвячується він чотирьом ученим, які займалися в цій місцевості вивченням знаменитої бджоли-карпатки, що вирізняється високим імунітетом, продуктивністю та працездатністю.
Єдиний в Україні гейзер, котрий декілька разів на день б'є потужним струменем води, розміщений в урочищі Петровець. 
Років 15 тому, коли в одного з українських металургійних комбінатів виникла ідея викупити територію біля гейзера і побудувати на ній оздоровчий комплекс, геологи, що приїхали для вивчення гейзера, «забили» в нього трубу і зробили відвідний канал у бік струмка. Вода з гейзера мала йти в купелі санаторію. Геологи взялися за спорудження відведення води і порушили водотік гейзера. Вода перестала бити з нього з постійною черговістю, а пішла в трубу.
Вода в гейзері зараз холодна, десь втричі менш солоніша, ніж раніше, і б'є нерегулярно, до того ж в горизонтальному напрямку. На кам'янистому березі стирчить вертикально заварений обрізок труби. Навколо неї земля руда через високий вміст заліза у воді, що викидається гейзером. Інша труба виходить із землі горизонтально над річкою. Періодичність вивержень непостійна. Чекати його можна і кілька годин. За словами очевидців, наближення виверження можна впізнати за глухим клекотінням у трубі. В пік виверження вируючий пінний потік насиченою газами води б'є в протилежний берег. Біля вертикальної труби утворюється велика калюжа. Створюється враження, що вода кипить. Досягнувши піку, процес поступово затихає.
Та навіть тепер викид води в гейзері залишає по собі неабияке враження. Місцеві жителі твердять, що вода з гейзеру має лікувальний ефект, вона є помічною для різноманітних захворювань кишково-шлункового тракту.
До цього гейзер у певний час вивергався струменем близько 5-6 метрів у висоту. «Виверження» тривало близько 10 хвилин. Вода була теплою і дуже солоною, як ропа, а по березі струмка було видно товсті соляні відкладення.
У наші дні вода, яку викидає гейзер, просто солона і холодна. Хтось із місцевих стверджує, що гейзер вивергається раз на 20 хвилин, інші кажуть, чотири рази на день й триває близько 10 хвилин та залежить від різних обставин і пори року.

## Релігія

### Церква св. Миколи Чудотворця. 1914.
Теперішня церква — струнка мурована споруда з двоярусною вежею: нижній ярус чотирикутний у плані, верхній восьмибічний, вкритий восьмигранним шпилем. На головному фасаді датою спорудження зазначено 1910 рік, а 1974 вказує на час останнього оновлення церкви.
Як розповідає Ганна Степанівна Юрик, землю під будівництво храму, що тривало два роки, дав Василь Юрик на прізвисько Палець. Житель села Шегута організував будівництво, а також вніс свої зароблені в Америці кошти. Внески зробили також Василь Плиска, Іван Юрик та інші селяни.
13 жовтня 1935 р. священик Іван Гангур написав «Вічний поминок», куди вніс 12 імен фундаторів, і цей зарамований папір досі зберігається у вівтарі. Грамота в наві від 1902 р. свідчить про заснування в 1890 р. священиком Іваном Скундзевичем фонду власним внеском у 100 гульденів, з якого мали надходити відсотки на вічківську церкву. Церкву споруджено з каменю, який возили кіньми з річки та околиць села (серед візників згадують Юрія Гльковича Юрика). На вежі встановили три дзвони. Іконостас та настінне малювання походять з часу оновлення церкви в 1974 р.

## Населення
Згідно з переписом УРСР 1989 року чисельність наявного населення села становила 757 осіб, з яких 351 чоловік та 406 жінок.

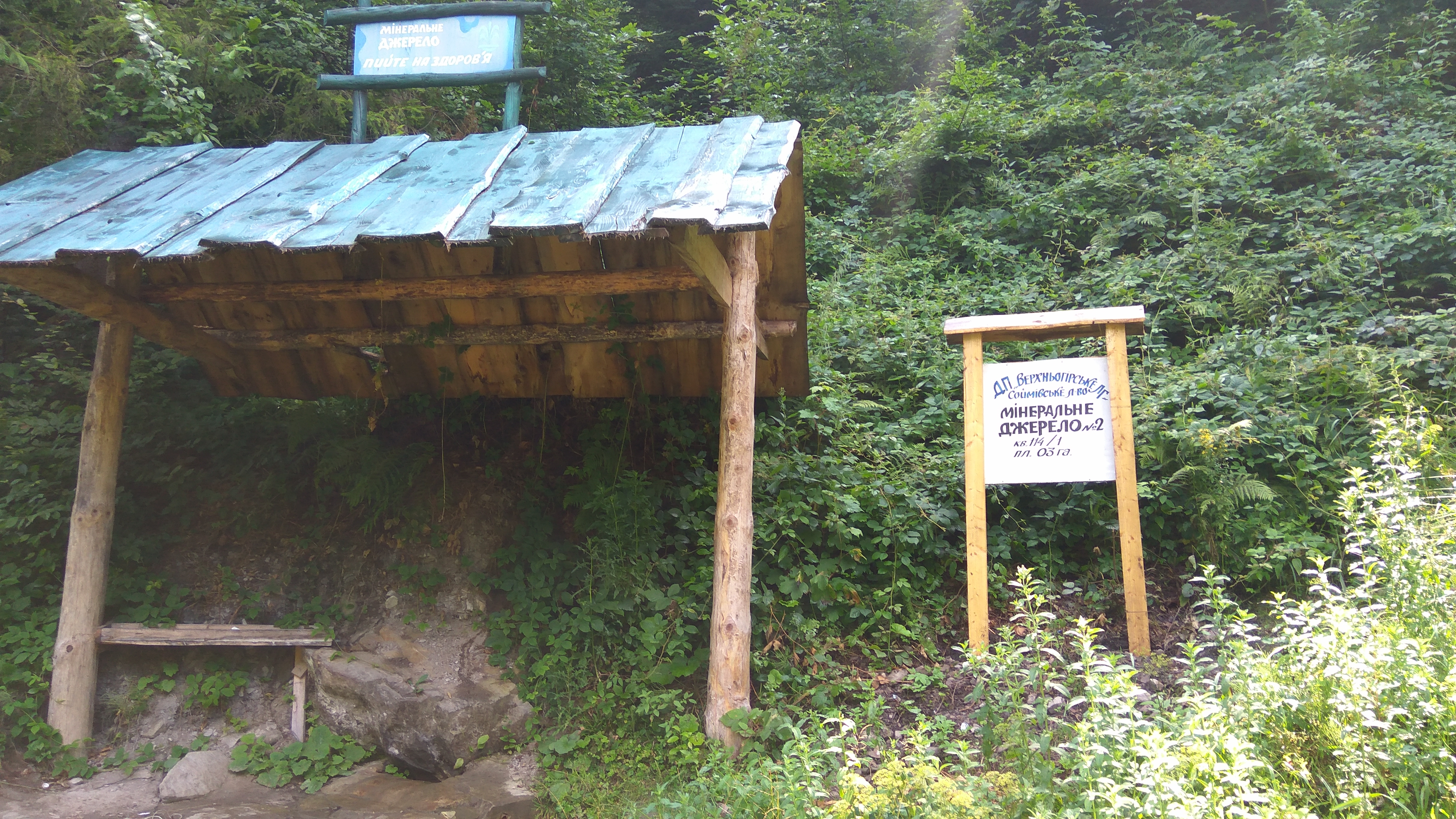
Мінеральне джерело

За переписом населення України 2001 року в селі мешкало 697 осіб.

### Мова
Розподіл населення за рідною мовою за даними перепису 2001 року:
| Мова       | Відсоток |
| ---------- | -------- |
| українська | 98,85 %  |
| російська  | 1,15 %   |

## Туристичні місця
- Вучківське Євангеліє 16 століття
- Пам'ятник бджолі було встановлено у 2006 році;
- мінеральне джерело;
- єдиний в Україні гейзер, котрий декілька разів на день б'є потужним струменем води, розміщений в урочищі Петровець;
- храм св. Миколи Чудотворця. 1914.